# 고덕천

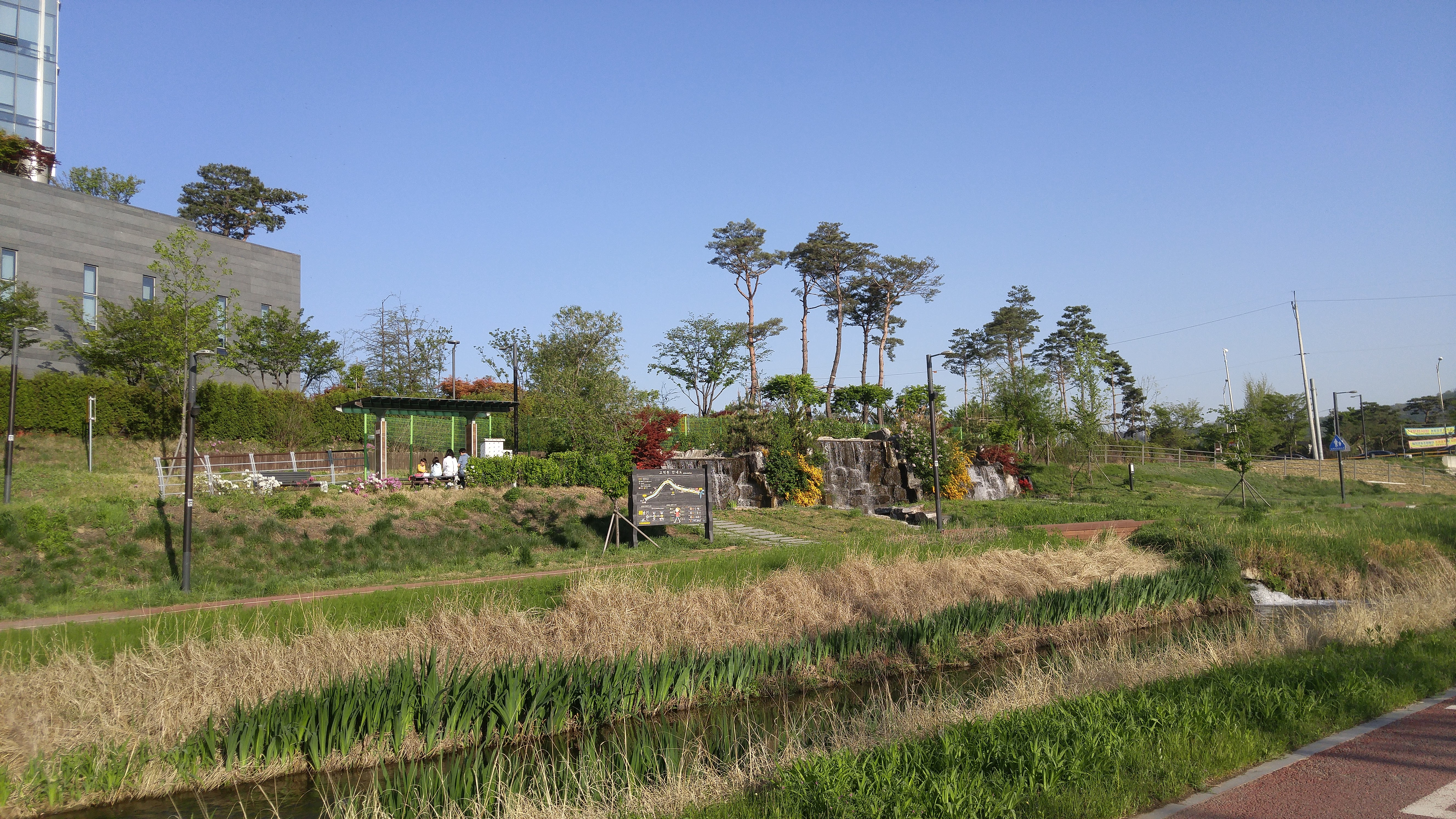
삼성엔지니어링 글로벌엔지니어링센터 앞 고덕천

고덕천(高德川)은 경기도 하남시에 위치한 이성산을 분수령으로 광암동에서 발원하여 서북 방향으로 흐르다가 강동구의 상일동, 강일동, 고덕동을 거쳐 한강으로 합류하는 하천이다. 한강의 남쪽에서 서울시계에 포함되는 하천으로는 제일 상류에 위치하고 있다. 이 지역은 개발제한구역으로 1980년대까지 자연형 하천의 형태를 그대로 유지하고 있었으나, 1980년대 후반부터 홍수시에 한강으로부터 물이 역류하여 하천변 일대 농경지가 침수됨으로 인하여 하남시 경계지점부터 전 구간을 콘크리트 저수로로 하천을 정비했다.이후 2014년 콘크리트를 걷어내는 공사를 하여 생태하천으로 복원되었다. 대표적인 지류로는 이성산천과 초이천, 망월천 등이 있다.

## 이름 유래
고려 말에 이양중이라는 사람은 신진 사대부의 조선의 건국을 반대하고 이 지역에 와서 숨어살면서 태조 이성계의 벼슬제의도 거절하는 굳은 절개를 지켜 주위로부터 덕이 높은 인물로 추앙받았다. 그의 높은 덕과 절개를 기려 일대의 지명을 고덕이라 하였고, 고덕천도 그 이름에서 비롯되었다.

## 다른 이름
고덕천은 해천(蟹川) 또는 게내, 개천이라고 불리기도 했다. 이는 옛날부터 이 물줄기가 맑고 깨끗하여 게들이 많이 서식하고 있었기 때문에 붙은 이름이다.